# Sergij Radoneški
Sergij Radoneški, iguman samostana sv. Trojica, pravoslavni svetnik, * okrog 1314, † 25. september 1392, samostan sv. Trojica.
Sergij Radoneški se je umaknil v samoto gozda in tam ustanovil samostan sv. Trojice, ki je s časom postal središče ruskega pravoslavnega meništva in duhovnosti. Vplival je na sprte ruske kneze, da so se pobotali in združili v boju proti Mongolom. Velja za zaščitnika Rusije.

## Življenjepis
Sergij Radoneški je bil drugi od treh sinov bojarskih staršev, ki so živeli v vasi Varnica blizu Rostova. Rojen je bil kot Bartolomej med letoma 1313 in 1322; cerkev navaja letnico 1314. Starši so ga skupaj z bratoma poslali v cerkveno šolo. Pri učenju je napredoval slabše kot brata. Prelomnico je po legendi pomenilo zanj srečanje s preroškim menihom, ki je napovedal njegovim staršem, da bo Bartolomej dosegel visoko cenjen položaj pri Bogu in pri ljudeh.
Leta 1328 je moskovski knez Ivan Kalita Bartolomejevim staršem zaplenil posest in družino preselil v mesto Radonjež (zgodovinsko mesto kakih 15 km od današnjega Sergijevega Posada). Bartolomej je bil staršema v oporo, dokler se malo pred smrtjo nista pomenišila in vstopila v bližnji Hotkovo-Pokrovski samostan. Po njuni smrti je tudi Bartolomej vstopil v ta samostan, kjer je že menišil njegov ovdoveli starejši brat Štefan. Bartolomej je ob posvetitvi prejel meniško ime Sergij.
Sergij je iskal samoto. Z bratom Štefanom sta odšla v divjino gozda, kjer sta si zgradila bivališče in leseno cerkvico, ki sta jo posvetila sv. Trojici. Štefan v samoti ni zdržal in je v Moskvi vstopil v samostan Gospodovega razglašenja, Sergij pa je nadaljeval z asketskim življenjem. S časom so se mu pridružili drugi menihi, ki so zgradili nova bivališča. Nastal je samostan, katerega začetek se postavlja v leto 1345. Po smrti prvega igumana Mitrofana je na željo sobratov mesto igumana prevzel Sergij. Še naprej je ostal skromen, delaven in iskren; o njem se je širil glas po Rusiji.
Samostan je začelo obiskovati vse več ljudi, bogatih in revnih. Nekateri so se naselili v bližini in samostanu darovali svoje imetje. Samostan je hitro obogatel. Tudi carigrajski patriarh Filotej je Sergiju poslal križ, škapulir in bodrilno pismo. Po patriarhovem nasvetu je Sergij izdal vodilo redovne skupnosti, ki je določalo stroga pravila meniškega življenja. Enako vodilo je kasneje sprejelo mnogo ruskih samostanov; s tem je Sergij postal začetnik novega meništva v Rusiji.
Sergij je bil mišljenja, da se morajo menihi preživljati z lastnim delom in ne živeti od darov, kar je v praksi tudi redno uveljavljal. Ljudje so ga cenili. Moskovski metropolit Aleksej mu je leta 1378 ponudil, da ga imenuje za svojega naslednika, kar pa je Sergij prijazno odklonil, češ da želi nadaljevati skromno življenje.
Kljub temu si je zagotovil v ruski Cerkvi in med preprostimi ljudmi velik ugled in vpliv. Umirjen in spreten v komunikaciji je za vsakega človeka našel pomirjujoče besede. Uspel je pobotati sprte ruske kneze Rostova, Nižnega Novgoroda in Rjazana in jih prepričati, da so priznali vodilno vlogo moskovskemu velikemu knezu Dimitriju Donskemu. Menda gre Sergiju zasluga, da so knezi leta 1380 združili svoje vojske in tako v bitki pri Kulikovem dosegli zgodovinsko zmago nad Mongoli.
Legenda pripoveduje, da je Dimitrij Donski pred bitko obiskal trojiški samostan, kjer je dobil Sergijev blagoslov. Sergij je Rusom napovedal zmago in jim pridružil dva svoja meniha, Aleksandra Peresveta in Rodiona Osljabja, nekdanjega bojarja. Dimitrij je povedel rusko vojsko proti Mongolom, a med približevanjem Donu je začel oklevati, ali naj reko prekorači ali ne. Tedaj je prispelo pismo, v katerem ga je Sergij vzpodbudil, naj čim prej prekorači reko. Bitka se je začela z dvobojem dveh močnih mož: ruskega meniha Aleksandra Peresveta in mongolskega kneza Čelubeja. Eden drugega sta zadela s težkimi kopji in bila na mestu mrtva. Potem se je razvnela krvava bitka, ki je pripeljala do ruske zmage.
Po kulikovski bitki je Dimitrij Donski vse bolj upošteval Sergijeve nasvete. Leta 1389 ga je povabil, da je potrdil njegov testament, in legaliziral Dimitrijevega najstarejšega sina Vasilija I. za naslednika na prestolu moskovskega velikega kneza.
Sergij in njegovi učenci so ustanovili okrog 40 samostanov v tedaj še divjem severnem delu Rusije, kamor so širili krščanstvo in krepili položaj cerkve. Samostan sv. Trojice je postal najpomembnejši samostan v severnem delu Rusije. Leta 1744 ga je carica Elizabeta povzdignila na nivo lavre (pravoslavni samostan najvišjega reda).
Sergijev učenec Epifanij Premudryj je leta 1418 ovekovečil slavo Sergija Radoneškega v knjigi Življenje prečestitega Sergija '( Житие преподобного Сергия)
Ruska Cerkev je Sergija kanonizirala leta 1422, potem ko se je izkazalo, da je ostalo njegovo telo po mongolskem napadu leta 1408 v požaru čudežno nepoškodovano. Danes je Sergij Radoneški morda najbolj priljubljen od vseh ruskih svetnikov.